# Kim Nam-Soon
Kim Nam-Soon (en coreano: 김남순; 7 de mayo de 1980) es una deportista surcoreana que compitió en tiro con arco, en la modalidad de arco recurvo. Participó en los Juegos Olímpicos de Sídney 2000, obteniendo dos medallas, oro en la prueba por equipo y plata en individual.

## Palmarés internacional
| Juegos Olímpicos | Juegos Olímpicos   | Juegos Olímpicos | Juegos Olímpicos |
| Año              | Lugar              | Medalla          | Prueba           |
| ---------------- | ------------------ | ---------------- | ---------------- |
| 2000             | Sídney (Australia) | Medalla de oro   | Equipo           |
| 2000             | Sídney (Australia) | Medalla de plata | Individual       |